# Euvarroa sinhai
Euvarroa sinhai es un ácaro del orden Mesostigmata causante de ectoparasitosis en la especie de abeja Apis florea. El ácaro fue descrito en 1974 por Delfinado y Baker, quienes diferenciaron a Euvarroa sinhai que parasita la cría y adultos de Apis florea.
Se diferencian ambas especies porque Euvarroa wongsirii tiene una forma más de flecha que Euvarroa sinhai que es más oblongo. Hay autores que al género Euvarroa lo tratan como Varroa.